# Pterocheilus morrisoni
Pterocheilus morrisoni är en stekelart som beskrevs av Cresson 1879. Pterocheilus morrisoni ingår i släktet palpgetingar, och familjen Eumenidae. Inga underarter finns listade i Catalogue of Life.